# Mutela alata
Mutela alata es una especie de molusco bivalvo  de la familia Unionidae.

## Distribución geográfica
Es  endémica de Malaui.

## Hábitat
Su hábitat natural son: lagos de agua dulce. 